# 1632 en France
Chronologie de la France
- 1628
- 1629
- 1630
- 1631
- 1632
- 1633
- 1634
- 1635
- 1636

## Événements
- 6 janvier : traité de Vic avec la Lorraine lui imposant sa neutralité. Marsal est abandonnée au roi[1].

- 19 janvier : Gaston d’Orléans, après avoir épousé secrètement Marguerite de Lorraine à Nancy (3 janvier[2]) arrive au Luxembourg[3].

- 8 avril : Louis XIII achète la seigneurie de Versailles à Jean-François de Gondi, archevêque de Paris.

- 20 avril : le pasteur protestant français Nicolas Antoine est condamné pour hérésie à Genève après s'être converti au judaïsme et exécuté le jour même sur le bûcher[4].

- Avril - mi-septembre : peste à Loudun[2].

- 7 mai : le maréchal de Marillac est condamné à mort pour péculat par une commission extraordinaire de justice et exécuté le 10 mai en place de Grève[5].
- 9 avril : l’archevêque de Trèves se place sous la protection du roi de France, dont les troupes occupent en juillet Philippsburg et la citadelle d’Ehrenbreitstein près de Coblence[6].

- 4 juin : Gaston d’Orléans quitte Trèves pour la France[5].

- 13 juin, Andelot en Bassigny : de retour en France, Gaston d’Orléans appelle les Français à se révolter contre Richelieu. Il arrive à Dijon le 15 juin[5]. Mais la Bourgogne ne l’appuie pas et il gagne le Languedoc (Richelieu vient d’y substituer les États provinciaux des officiers, les élus, pour la levée des tailles). Les protestants du cru et le Parlement de Toulouse ne bougent pas.
- 26 juin : traité de Liverdun[1]. Nancy, la capitale du duché de Lorraine, est menacée directement par les Français ; le duc Charles IV doit signer de nouveau un traité avec le roi Louis XIII qui se déplace lui-même à Liverdun. Ce dernier rend les principales places occupées mais le duc doit céder au roi, pour 4 ans, les villes de Stenay, Dun-sur-Meuse, Jametz et Clermont-en-Argonne, cette dernière étant donnée définitivement à la France en échange d’une indemnité. D’autre part, Charles IV promet de rendre hommage au roi pour le duché de Bar d’ici à un an.

- 22 juillet : le gouverneur du Languedoc Henri II de Montmorency, annonce au cours d’une réunion des États du Languedoc à Pézenas, qu’il s'est rallié à Gaston d’Orléans. Il fait arrêter Particelli d’Émery, commissaire du roi, et l’archevêque de Narbonne, président des états, qu’il remplace par l’archevêque d’Albi[7].
- 27 juillet : Claude Bouthillier et Claude de Bullion deviennent surintendant des finances à la mort du marquis d’Effiat (fin en 1643)[8].
- 30 juillet : Montmorency fait sa jonction avec Monsieur à Lunel[7].
- 21 aout : Les Suédois franchissent le pont du Rhin à Strasbourg après avoir obtenu l'autorisation de la ville, ce qui aura pour conséquence le pillage de l'Alsace pendant les 18 prochaines années[9].

- 1er septembre : Montmorency est vaincu et fait prisonnier à Castelnaudary par le maréchal de Schomberg[1].
- 15 septembre : le roi arrive à Pont-Saint-Esprit, en Languedoc[7].

- 21-22 septembre : premiers signes de possession des ursulines de Loudun ; début de l’affaire des démons de Loudun. Le 11 octobre, des exorcismes ont lieu dans l’intérieur du couvent. Les convulsionnaires accusent le curé Urbain Grandier de sorcellerie[2].
- 29 septembre : le roi pardonne à Béziers à Monsieur et à ses serviteurs. Gaston d’Orléans se soumet, puis s’enfuit à Bruxelles (6 novembre)[1].
- 11 octobre : édit de Béziers qui abolit l’édit d’élection de Nîmes de juillet 1629[10]. Les États du Languedoc retrouvent leurs attributions fiscales. Les élus sont supprimés.
- 12 octobre : Louis Deshayes de Courmemin est jugé et exécuté à Béziers pour conspiration contre Richelieu[2].

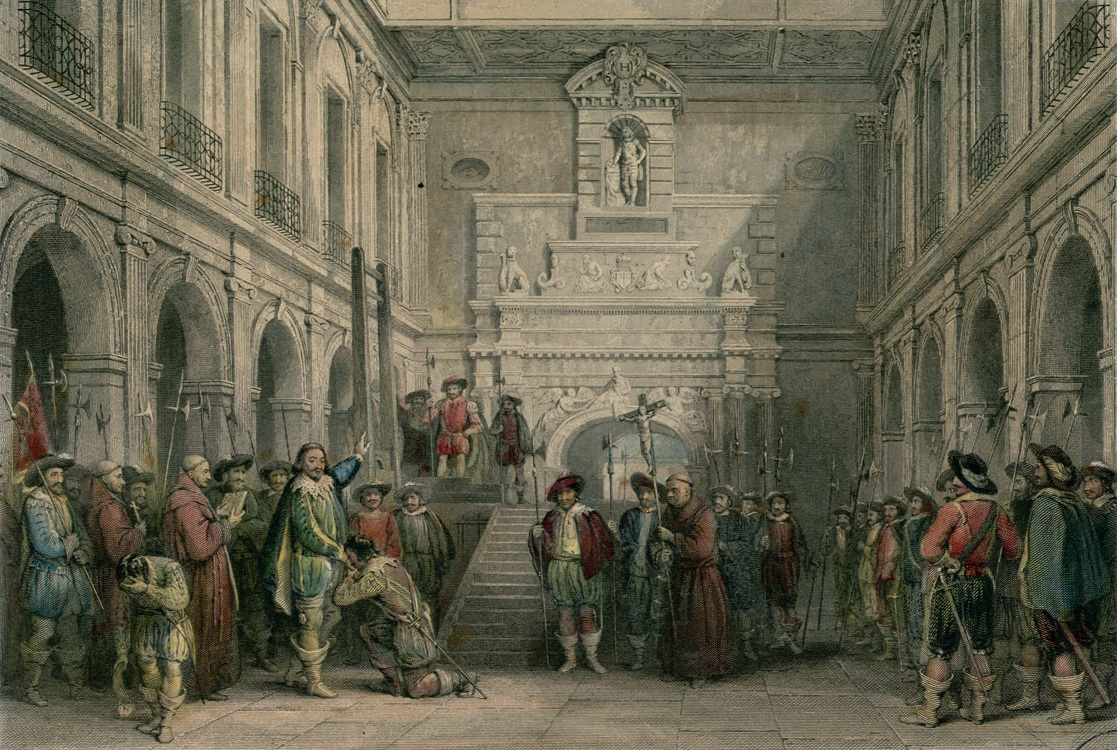
Exécution du duc de Montmorency le 30 octobre 1632 à Toulouse. Gravure de Thomas Allom, vers 1840

- 30 octobre : Montmorency, condamné à mort à Toulouse par sentence du parlement de la ville, est exécuté[1].
- 31 octobre : l’ordre des Visitandines fait bâtir sur les plans de François Mansart l’église Notre Dame de la Visitation Sainte-Marie des Anges, actuel Temple du Marais, consacrée en 1634[11]. Cet ordre, fondé par François de Sales et Jeanne de Chantal, se place dans le mouvement de la Contre-Réforme.

- 6 novembre : Gaston d’Orléans s’échappe de Tours et regagne Bruxelles[12]

- 6 décembre : révolte des ouvriers de la soie à Lyon à la suite de l’arrivée de Claude de La Grange, commis du fermier des cinq grosses fermes et de la douane de Lyon venu établir la « réappréciation » des droits de douane[13].
- Décembre : édit qui institue le « droit d’annuel », payable par les détaillants en vin[14].

- Escalade fiscale et financière en France (1632-1635)[15].